# Perla marginata

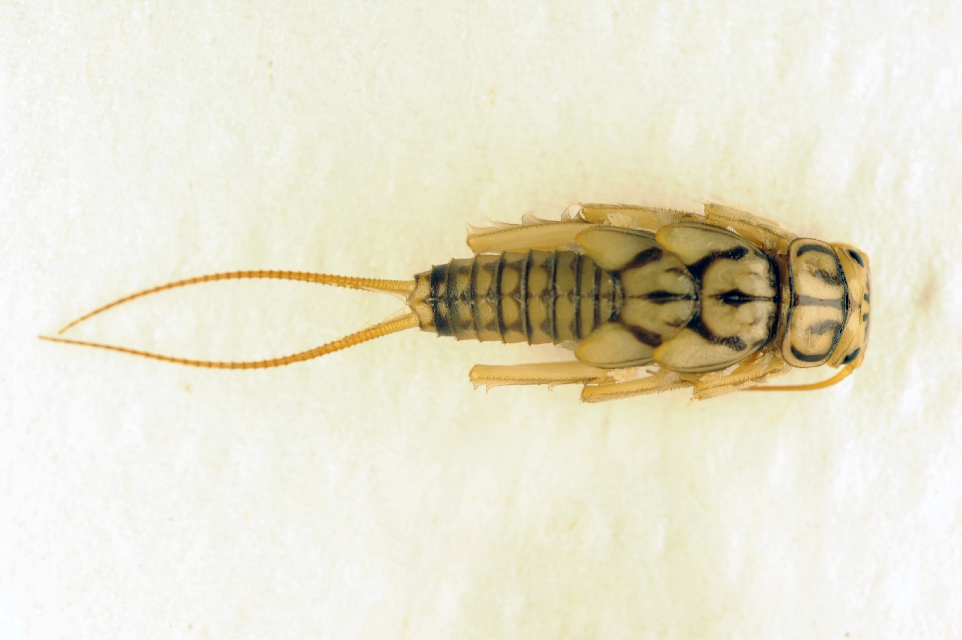
Nimfa

Perla marginata és una espècie d'insecte plecòpter que pertanyent a la família dels pèrlids.

## Descripció
- El mascle fa entre 12,5 a 18,5 mm de llargària total i una envergadura alar de 35-45.
- La femella fa 18,5 a 25 mm de llargada total i una envergadura alar de 47-64.[5]

## Alimentació
Durant el seu estadi de nimfa es nodreix de larves de quironòmids i de Cloeon dipterum, tot i que algues i d'altres matèries vegetals també formen part de la seua dieta.

## Depredadors
És depredat per la cuereta torrentera (Motacilla cinerea).

## Hàbitat
En el seu estadi immadur és aquàtic i viu a l'aigua dolça de rierols, rius i llacunes d'aigües de corrent ràpid amb substrat de pedra i grava, mentre que com a adult és terrestre i volador. L'adult apareix entre els mesos de maig i agost.

## Distribució geogràfica
Es troba a Europa: des de la península Ibèrica (entre 160 i 2.800 m d'altitud) fins als Països Baixos, Itàlia i l'oest de Polònia, incloent-hi Àustria, Txèquia, Alemanya, Itàlia, Polònia, Eslovàquia, Eslovènia i l'Estat espanyol. No és present ni a les illes Britàniques ni a Escandinàvia.

## Estat de conservació
És una espècie susceptible d'ésser afectada per l'escalfament global.